# Liliana Gafencu
Liliana Gafencu (Bucarest, 12 de julio de 1975) es una remera de Rumanía, que ha ganado tres oros olímpicos en la especialidad de ocho.

## Biografía
Liliana obtuvo tres oros olímpicos en la especialidad del ocho en los Juegos Olímpicos de 1996, 2000 y 2004.
En 1996 fue medalla de plata en la especialidad de W4- en el Campeonato Mundial de Remo. Al año siguiente fue bronce en W2x y oro en el ocho. En 1998 repitió en el ocho de su país, mientras que en 2003 solo pudieron ser segundas en la misma competición.